# Giải của Hội phê bình phim New York cho phim hoạt hình hay nhất
Giải của Hội phê bình phim New York cho phim hoạt hình hay nhất (New York Film Critics Circle Award for Best Animated Film (Feature)) là một trong các giải thưởng của Hội phê bình phim New York (New York Film Critics Circle), nhằm vinh danh các phim hoạt hình hay nhất.

## Các phim đoạt giải

### Thập niên 2000
- 2000: Chicken Run

do Peter Lord và Nick Park đạo diễn
- 2001: Waking Life

do Richard Linklater đạo diễn
- 2002: Sen to Chihiro no kamikakushi (Spirited Away)

do Hayao Miyazaki đạo diễn
- 2003: Les triplettes de Belleville (The Triplets of Belleville)

do Sylvain Chomet đạo diễn
- 2004: The Incredibles

do Brad Bird đạo diễn
- 2005: Hauru no ugoku shiro (Howl's Moving Castle)

do Hayao Miyazaki đạo diễn
- 2006: Happy Feet

do George Miller đạo diễn
- 2007: Persepolis

do Vincent Paronnaud và Marjane Satrapi đạo diễn
Bản mẫu:NYFCC Awards Chron